# Cajanus cinereus
Cajanus cinereus är en ärtväxtart som först beskrevs av Ferdinand von Mueller, och fick sitt nu gällande namn av Ferdinand von Mueller. Cajanus cinereus ingår i släktet Cajanus och familjen ärtväxter. Inga underarter finns listade i Catalogue of Life.